# Aldo Nadi
Aldo Nadi (ur. 29 kwietnia 1899 w Livorno, zm. 10 listopada 1965 w Los Angeles) – włoski szermierz, wielokrotny medalista olimpijski. Brat Nedo.
Jego trenerem był jego ojciec, Beppe Nadi, nauczyciel szermierki. 
Na igrzyskach olimpijskich w Antwerpii w 1920 roku wystąpił w pięciu z sześciu konkurencji, w czterech zdobywając medale. Najpierw razem z Tommaso Costantino, Nedo Nadim, Abelardo Olivierem, Oreste Pulitim, Pietro Speciale, Rodolfo Terlizzim i Baldo Baldim zwyciężył we florecie drużynowym. W turnieju indywidualnym był piąty, wygrywając sześć z jedenastu pojedynków rundy finałowej. Następnie razem z kolegami z reprezentacji zwyciężył w szpadzie drużynowej. W szabli drużynowej Włosi w składzie: Nedo Nadi, Aldo Nadi, Oreste Puliti, Baldo Baldi, Francesco Gargano, Giorgio Santelli i Dino Urbani zwyciężyli, wygrywając wszystkie siedem walk finałowych. W szabli indywidualnej zdobył srebrny medal, wygrywając dziewięć z jedenastu pojedynków rundy finałowej. Na podium rozdzielił swego brata oraz Holendra Adrianusa de Jonga.
Po igrzyskach przeszedł na zawodowstwo (kilkukrotny zawodowy mistrz Włoch), po którym nie uczestniczył już w igrzyskach.
W czasie I wojny światowej służył w Królewskich Wojskach Lądowych (Regio Esercito) jako podporucznik kawalerii.
Aldo Nadi znany był także ze swoich pozasportowych pojedynków. Po igrzyskach w Antwerpii obraził innego włoskiego mistrza olimpijskiego – sztangistę Filippo Bottino. Zmierzyli się w bezpośrednim pojedynku, Nadi dysponował szpicrutą, zaś Bottino drewnianą belką. Pojedynek bardzo szybko się zakończył, zwyciężył Nadi, który wytrącił belkę z ręki oponenta. W innym pojedynku poważnie zranił dziennikarza, który go wyśmiewał. Wyzwał także na pojedynek innego włoskiego szermierza, Edoardo Mangiarottiego, uważał bowiem, że Mangiarotti jest faworyzowany przez Włoski Narodowy Komitet Olimpijski. Z powodu kontuzji Nadi zaproponował konkurentowi pojedynek na pistolety, jednak bardziej utytułowany Mangiarotti odmówił.
W 1935 wyemigrował do Stanów Zjednoczonych. Do 1943 mieszkał w Nowym Jorku, w którym prowadził szkołę szermierczą. Resztę życia spędził w Los Angeles, w którym kontynuował naukę szermierki, ponadto był angażowany przy wielu filmach jako nauczyciel tejże (przygotowywał m.in. Tyrone'a Powera). Zagrał także kilka epizodycznych ról filmowych, m.in. w filmie Mieć i nie mieć.
Napisał autobiografię The Living Sword: A Fencer's Autobiography, opublikowaną trzydzieści lat po jego śmierci.